# 호로새

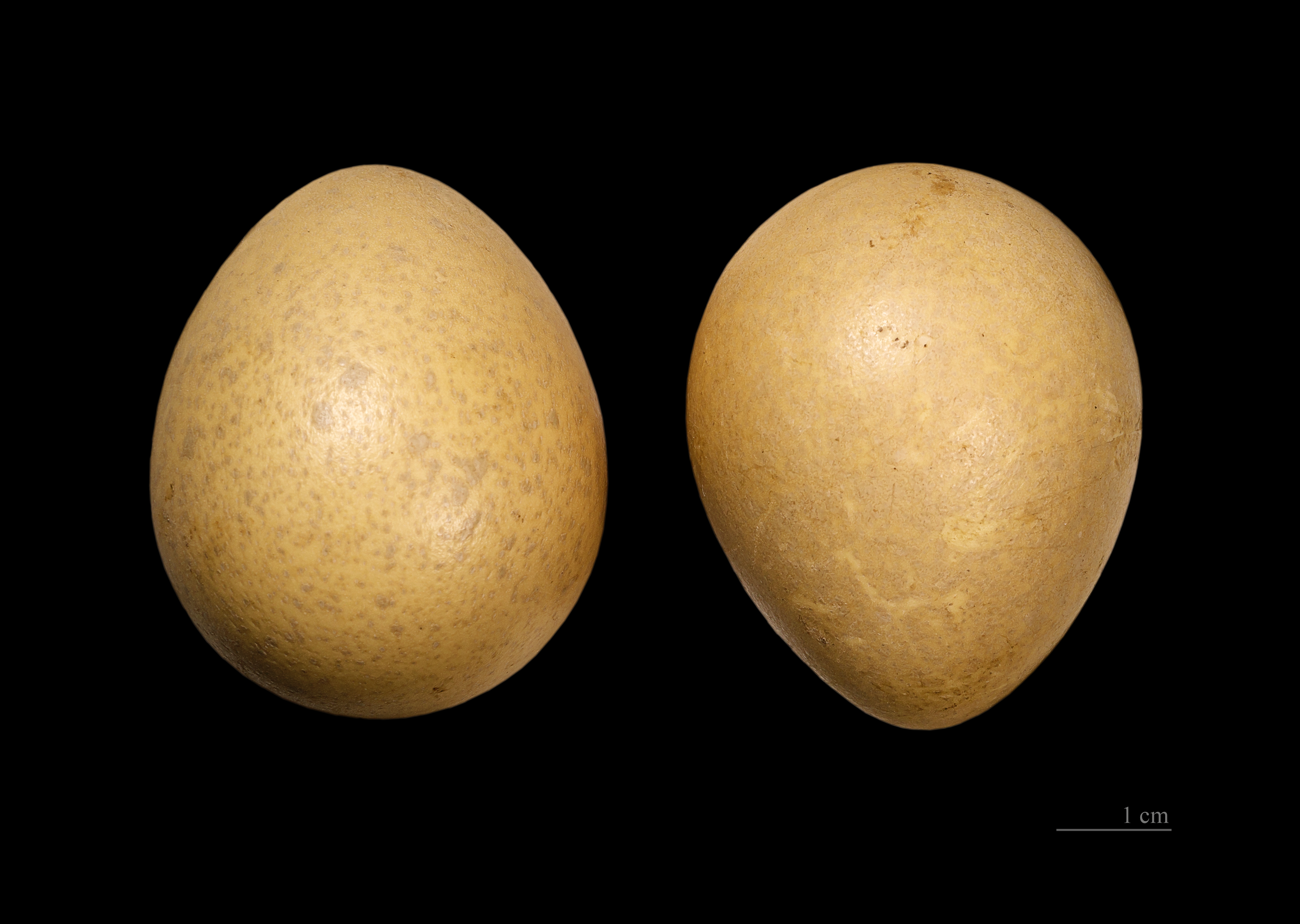
호로새의 알

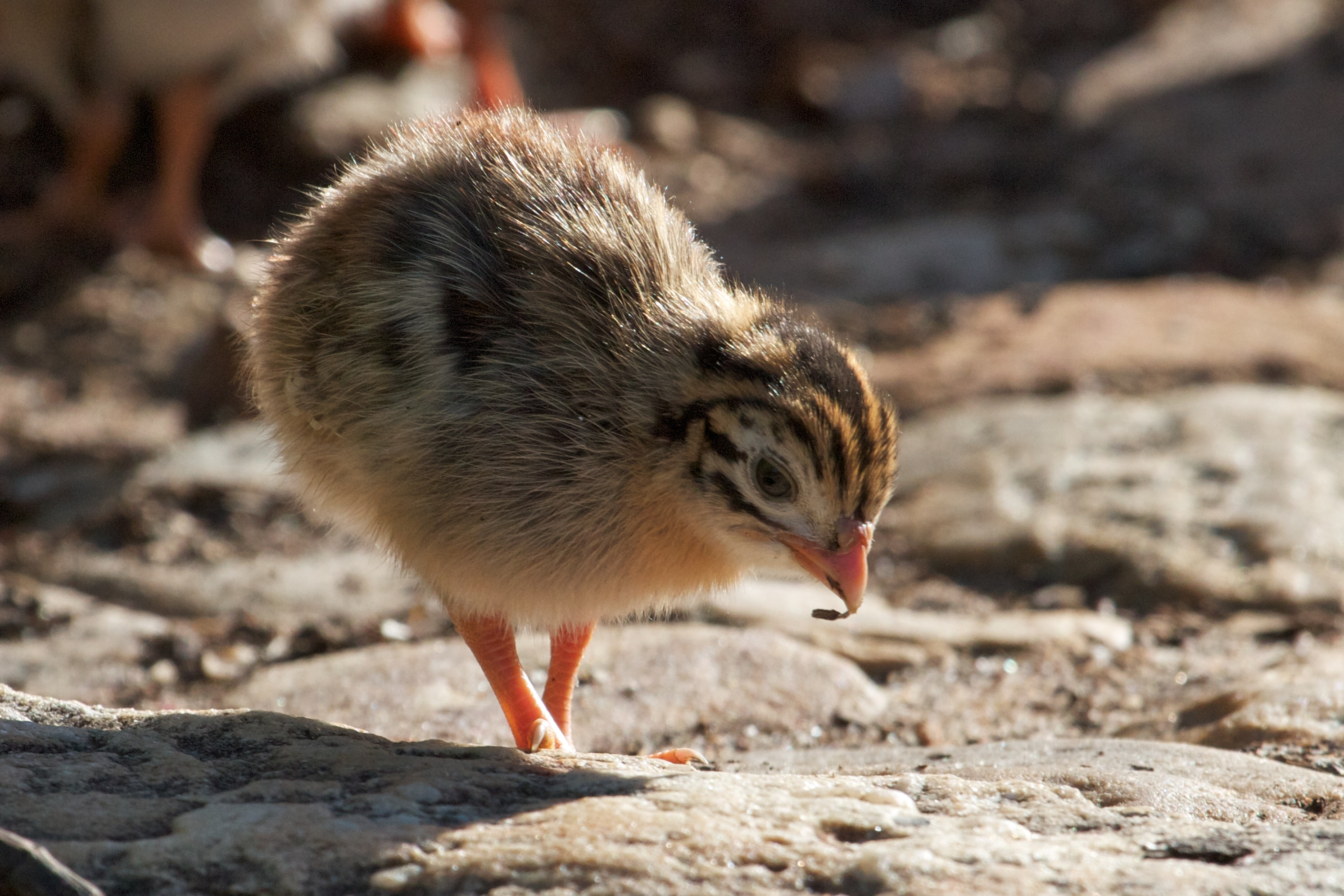
호로새의 새끼

호로새(영어: helmeted guineafowl, 학명: Numida meleagris) 또는 호로조, 색시닭, 뿔닭, 투구뿔닭은 뿔닭과에서 가장 잘 알려진 새이며, 뿔닭속의 유일한 새이다. 아프리카(주로 사하라 사막 남부)에 자생하며 서인도 제도, 브라질, 오스트레일리아, 유럽으로 건너왔다.

## 분류
유럽의 북아메리카 식민지 초기 시절에 들칠면조(Meleagris gallopavo)는 이 종과 혼동이 있었다.

### 아종
9개의 인지된 아종이 있다:
- N. m. coronata (Gurney, 1868) - Gurney's helmeted guineafowl - Type locality restricted to Uitenhage. 동부/중부 남아프리카 공화국, 서부 에스와티니.[3]
- N. m. galeatus (Pallas, 1767) - West African guineafowl - 서부 아프리카에서 남부 차드, 중부 자이르, 북부 앙골라
- N. m. marungensis (Schalow, 1884) - Marungu helmeted guineafowl - 남부 콩고 분지에서 서부 앙골라, 잠비아
- N. m. meleagris  (Linnaeus, 1758) - Saharan helmeted guineafowl - 동부 차드에서 에티오피아, 북부 자이르, 우간다, 북부 케냐
- N. m. mitrata (Pallas, 1764) - tufted guineafowl - Terra Typica "Madagascar" (introduced or erroneous). 탄자니아에서 잠비아, 보츠와나, 북부 남아프리카 공화국, 동부 에스와티니, 모잠비크.[3]
- N. m. damarensis (Roberts, 1917) - Damara helmeted guineafowl - Terra Typica: Windhoek. 건조한 남부 앙골라에서 북부 나미비아, 보츠와나 26°S 북부[3]
- N. m. reichenowi (Ogilvie-Grant, 1894) - Reichenow's helmeted guineafowl - 케냐, 중부 탄자니아
- N. m. sabyi (Hartert, 1919) - Saby's helmeted guineafowl - 북서부 모로코
- N. m. somaliensis (Neumann, 1899) - Somali tufted guineafowl - 북동부 에티오피아, 소말리아

## 개요
호로새의 크기는 큰 편에 속하며(53~58 센티미터), 몸이 둥글고 머리가 작다. 몸무게는 1.3 킬로그램이다. 몸의 깃털은 검회색이며 흰색의 점이 촘촘히 박혀있다.

## 서식지
사바나나 농지와 같이, 산재된 관목, 나무가 있는 상당히 건조하고 개방된 지대에 서식한다.

## 추가 문헌
- Madge and McGowan, Pheasants, Partridges and Grouse ISBN 0-7136-3966-0